# 霊視
霊視（れいし）とは、霊的に見ること、つまり肉体的な感覚器は用いずに見ること、あるいは霊的な存在を見ることである。見鬼とも言う。
こうしたことに特に秀でた人は霊能者または霊能力者と呼ばれている。

## 概説
美輪明宏が自著でこれについて説明している。
美輪明宏は、霊能者が「霊を見る」と表現することについて、以下のように説明した
。
「霊を見る」というのはどこで見るかというと、大脳のスクリーンで見ているとし、ちょうど、夢というのが肉眼を用いずともはっきりと映像として見えるのと同じことだという。
霊能者によって見え方というのは様々であり、異なっているという。霊能者といわれる人たちの多くは、目を半眼にする（少しだけ開ける）かあるいは閉じると、大脳のスクリーンに映った映像を読むことができるという。そうしておいて、そのスクリーンに映った映像で判断をするという。これが顕著にわかる人を我々は霊能者と言っているのだという。
夢を見ることができるということは、すでに霊的な能力を持っているということだ、と美輪明宏は説明した。ただし、それを信じることができるかできないかが問題なのだという。ほとんどの人は「夢だから信じない」と思ってしまったり、「変な夢を見たわ、正夢かしら」と思う程度でそれを忘れてしまう。そのようにして人々は自分たちの能力を見過ごしてしまっている、というのである。
目の開きかたについて、美輪明宏は次のように説明した。仏像を例に挙げ、目を開いているのはお不動様か仁王様くらいのもので、「他の仏様というのはほとんど半眼で、目を半分だけ開いています」と示唆した。（ちなみに霊視しようという時には半眼にするのがコツだということについては、美輪明宏はテレビ番組『オーラの泉』に出演中にも述べたことがある。半眼にして25メートルほど先をぼーっと見ているとやがてそうした映像が見えてくる、といった主旨のことを視聴者に対して説明した。）
霊視に様々な見え方があるということに関しては、まるで実際の肉眼で見えるような見え方をする霊能者もいれば、まぼろし（イリュージョン）として見える霊能者もいるという。
美輪明宏自身の見え方に関して言えば、ちょど普通の人が《思い出す能力》を持っているように、思い出している時と同じような見え方がしているという。例えば読者がパソコンの画面を見ている時、肉眼は画面を見ているわけだが、それでも「小学校の時の音楽の授業風景を思い出しましょう」と言われれば、肉眼ではなく脳のスクリーンに音楽の授業を受けていた時の教室の風景がはっきりと映る。「霊を見る」とはそのようなものだという。
また、霊の声が聞こえるという場合でも、その声というのは（肉の）耳で聴くのではないという。上の音楽の授業の例で言えば、授業を思い出せば、学校の好きだった先生、嫌いだった先生や、子供たちの声がしっかりと聞こえることに言及しつつ、「 それはどこで聴いているのでしょう 」、と美輪は読者に熟考を促している。
さらに、こうした説明をしても理解できない読者の理解を促すため、美輪明宏は霊を見ることを《タイムスリップする》とも表現していると述べた。ちょうど《思い出す》行為が時間を超えて大脳のスクリーン上に現出させるように、霊の世界には時間と空間が無いから、霊を見ることはいわば時空を超えるということであり、霊を見ることというのは、肉体はここにあるけれども瞬時にして時間を超えて思い出すということ、と説明した。
なお、実は人間にはそういう能力があるというのに、人間というのはそうした能力のことは何となくボンヤリと、ただいい加減に思っているだけだし、科学者もしっかりと研究しようとも思っていない、と美輪明宏は指摘した。

## 霊視の事例

### スウェーデンボルグ
エマニュエル・スウェーデンボルグが、1759 年7月19日にエーテボリの友人の家において500km離れたストックホルムの火事を霊視した話は有名である。

### ベザントとレッドビーターによる原子の霊視
ベザントとレッドビーターの原子の霊視については、向山毅が論文において紹介している。レッドビーター（日本では「リードビーター」とも呼ばれる。1854-1934）は英国国教会の牧師補であったが、1885年にブラヴァツキー夫人と出会い神智学協会の会員となった人物で、霊視の達人だったと言われているのだという
1895年夏のことだが、ベザントとレッドビーターは神智学的な方法を用いて、当時の物理学では扱えなかった自然現象に挑もうとしたという。彼らは東洋のグルによって訓練された透視術の達人だったといい、霊視(en:astral　vision アストラル・ビジョン)の手法を用いて、原子の大きく拡大した像を得ようとしたという。彼らのやり方では霊視（アストラルビジョン）を行う時特にトランス状態になる必要はなく、覚醒した状態で観察したものを紙に描くことが可能であったといい、作業は彼らが「見た」“原子”の様子を口述し、それを他の男が図に描く、という分担で行われたという。最初は水素、酸素、窒素を見て、また原子量が3である「第4の気体」についても原子の内部を霊視したという。その結果、原子というのは、さらに小さな構成要素からできており、その要素の数は水素で18、窒素で261、酸素で290あると見えたという。第4の気体には54ケの要素が見えた。そして彼らはこの要素（構成要素）のことを「ultimate　physical　atom(究極物理的原子)」と呼んだ。そして後にはサンスクリット語で「続く」という意味の「ANU(アヌ)」という言葉でそれを呼ぶようになったという。水素中のアヌ数18を単位とすると、彼らが示した窒素と酸素のアヌの数は、化学の教科書に示されている原子量とほぼ等しくなっている、と向山は指摘している。また2人は水素原子中には6ケの卵形をした物体がある、と霊視し、回転や振動をしている、と見たという。これら6個の物体の中にはそれぞれ3個ずつ“アヌ”が入っている、と見た。この霊視の結果は神智学の雑誌Lucifer（「ルシファー」）の1895年11月号に発表された。そこには原子の形状図やその中のアヌの配置図を添えられている。そして1908年にはふたりは著書『オカルト化学』を出版した。これはそれまでの彼らの研究成果をまとめあげたものであり、新たに59種類の元素が追加されていたという。（新たな元素の試料の中にはウィリアム・クルックスに依頼して得られたものもあったという。）この書『オカルト化学』は、1919年に第二版、1946年にその復刻版、1951年に第三版が出版され、版を重ねるごとに掲載する原子・分子の数が増加した。
この本には様々な元素の原子構造や分子構造の奇怪な図を掲載しており、それらの原子量や化学的性質についての記述を掲載している。第二版とその復刻版以降にはアヌ数で分類した元素の周期表も含まれている。また、この本には、通常の科学では「まだ発見されていない」と2人が記述した元素が掲載されており、つまり新しい元素を発見した、と述べているのである。上で述べた第4の気体に相当する原子量3の気体がそれで、「Occultum(オカルタム)」と名付けられていた。彼らの原子量についての表には、希ガスの近くにそれに関連した新元素「メタネオン(Meta-Neon)」、「プロトアルゴン(Proto-Argon)]、「メタアルゴン
(Meta-Argon)」なども記載されている。また希土類元素の近くにまったく新しい希ガスである「カロン(Kalon)」および「メタカロン(Meta-Kalon)」も発見しているという。彼らの書にある「Masurium,　Ma(マスリウム)」は、現代の科学で言う「テクネチウム」(Tc,1932年に発見されたもの）に相当するであろう、と向山は指摘し、「I1linium,　Il(イリニウム)」は現在の科学の「プロメチウム(Pm,1945年に発見されたもの」に相当するだろう、と向山は指摘している。
このベザントとレッドビーターの『オカルト化学』は当時それなりの影響力を持っていたようで、この書に関して次のようなエピソードが伝わっている。フランシス・ウィリアム・アストン(Francis　William　Aston、1877-1945)は、1919年に質量分析法を発明し、多数の元素の同位体を発見し、その成果により1922年にノーベル化学賞を受賞した人物であるが、1912年にネオンには二種類の原子量の異なった同位体があることを発見した時、原子量が20である通常のネオンに対して、原子量が22であるネオンの同位体のことを、アストンはベザントとレッドビーターの『オカルト化学』を引用しつつ「メタネオン」と呼んだという。（なお『オカルト化学』によると「メタネオン」の原子量は22.33とされている）。ただし、アストンのノーベル賞授賞式での講演原稿やその後に書いた教科書などでは「メタネオン」という用語は使われなくなっていたという。
その後の『オカルト化学』の評価について言えば、1911年にラザフォードが原子核の存在を確認し、1912年ニールス・ボーアが、正の電荷を有する原子核の周りを負電荷をもった小さな電子が回転している、とするボーアモデルを提唱した。
これはベザントとレッドビーターが霊視によって描いた図とはまったく異なっていたうえに、1925年の量子力学の誕生によって原子内の電子の位置は古典的な点や線では表せない、とされるようになり、ベザントとレッドビーターが霊視して描かせたと述べた原子の図面は、やがて忘れら去られてしまったという。しかし1980年代以降になり、素粒子物理学が進歩して以降、ベザントとレッドビーターの図はクォークやサブクォークレベルで見た原子核の構造とよく似ている、との指摘もあるようだという。

## 注意点
本当は霊視ができもしないのに霊視ができるなどと宣伝し、霊視を受けた人に対して、たとえば“悪い霊にとりつかれているが、高い物品を購入したりお金を寄付すればその霊からのがれることができる”などと嘘をつき、不当に高い金品を人々から巻き上げるような行為は世で行われており、そうした行為は霊視商法と呼ばれている。
美輪明宏は常々、世間で“霊能者”と呼ばれている人の99%はニセモノ、と述べて人々に注意を促している。
注意点関連項目：霊視商法#明覚寺（本覚寺）グループによる「霊視商法」